# Proyecto Griego

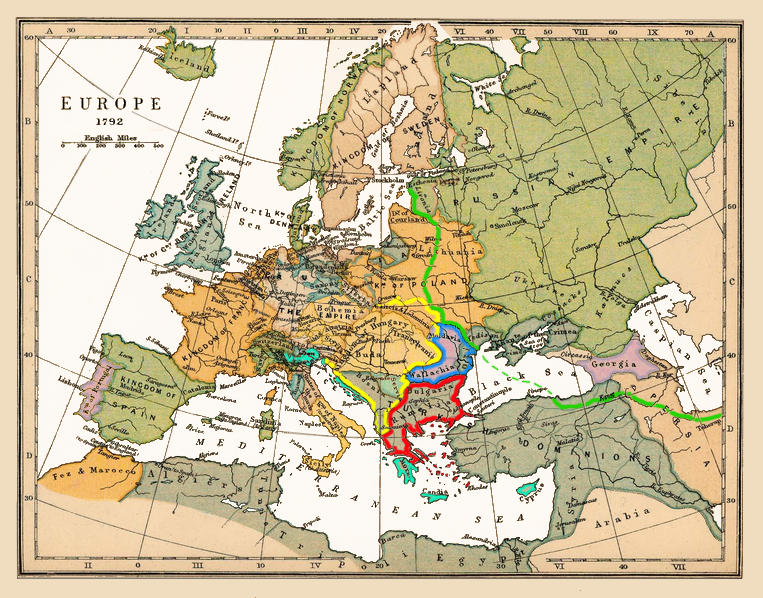
Plan griego de Catalina la Grande: en rojo, el "Imperio Neo-bizantino" para su nieto Konstantin, en azul el "Reino de Dacia" para Grigory Potemkin, en amarillo las compensaciones para el Imperio de los Habsburgo y en turquesa los de Venecia.

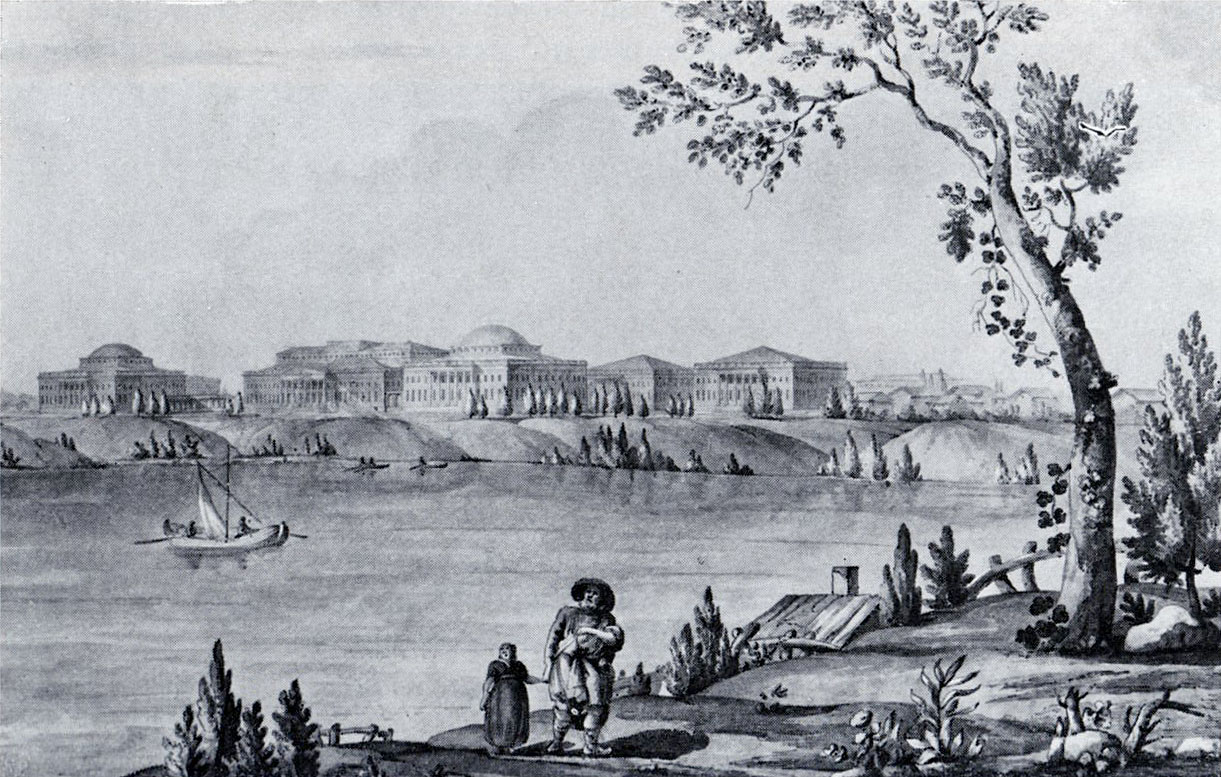
El colosal Palacio de Pella en la orilla del río Nevá fue nombrado por ser la cuna de Alejandro Magno

El Proyecto Griego (en ruso: Греческий проект) fue una solución temprana a la Cuestión Oriental propuesta por la emperatriz rusa Catalina la Grande a principios de 1780. Preveía la partición del Imperio otomano entre los imperios ruso y Habsburgo, seguida de la restauración del Imperio romano oriental centrado en Constantinopla.

## Descripción
Al igual que sus predecesores, Catalina se preocupó por la situación de los cristianos ortodoxos bajo dominio otomano; patrocinó la  Revuelta Orlov en Morea durante la Guerra ruso-turca de 1768–1774 e invitó a griegos como Ioannis Varvakis a establecerse en Rusia, principalmente en Crimea y Novo-Rusia. Ella concibió que uno de sus nietos, apropiadamente llamado Constantino, se convertiría en el primer emperador del Bizancio restaurado. Otra consideración importante era el objetivo de Rusia de tener libre acceso al Mediterráneo a través del Bósforo, que los otomanos controlaban. 	
Para que el plan tuviera éxito, las Grandes Potencias europeas tendrían que estar de acuerdo con él y las potencias del Danubio cooperar. En mayo de 1780, Catalina organizó una reunión secreta con el emperador germánico José II en Mogilyov. En una serie de cartas de septiembre de 1781, Catalina y José discutieron sus planes para dividir el Imperio otomano y restaurar el Imperio bizantino. La alianza austro-rusa fue formalizada en mayo de 1781.
El Proyecto griego fue ideado por el príncipe Potemkin quien dio nombres griegos a las ciudades recién fundadas de Nueva Rusia (como Odessa y Jersón). El simbolismo bizantino destacaba en nuevas iglesias como la catedral de Jersón. Otra reunión de ambos monarcas se organizó como parte del crucial viaje a Crimea de Catalina la Grande en 1787. Ambos países declarararían la guerra al Imperio Otomano meses más tarde. La muerte de José II en 1790, seguida por el Tratado de Jassy y el de Sistova, en los que Austria consiguía muy poco terminaron el acuerdo. Los intereses austríacos y europeos también se habían movido hacia el oeste con el inicio de la revolución francesa en 1787, que coparía los asuntos y alianzas europeas hasta la eventual caída de Napoleón en 1815. La nueva sintonía de Europa iba más preocupada por mantener la integridad territorial de las naciones que ocupaban la península de los Balcanes.

## Ciudades nombradas en griego durante este período

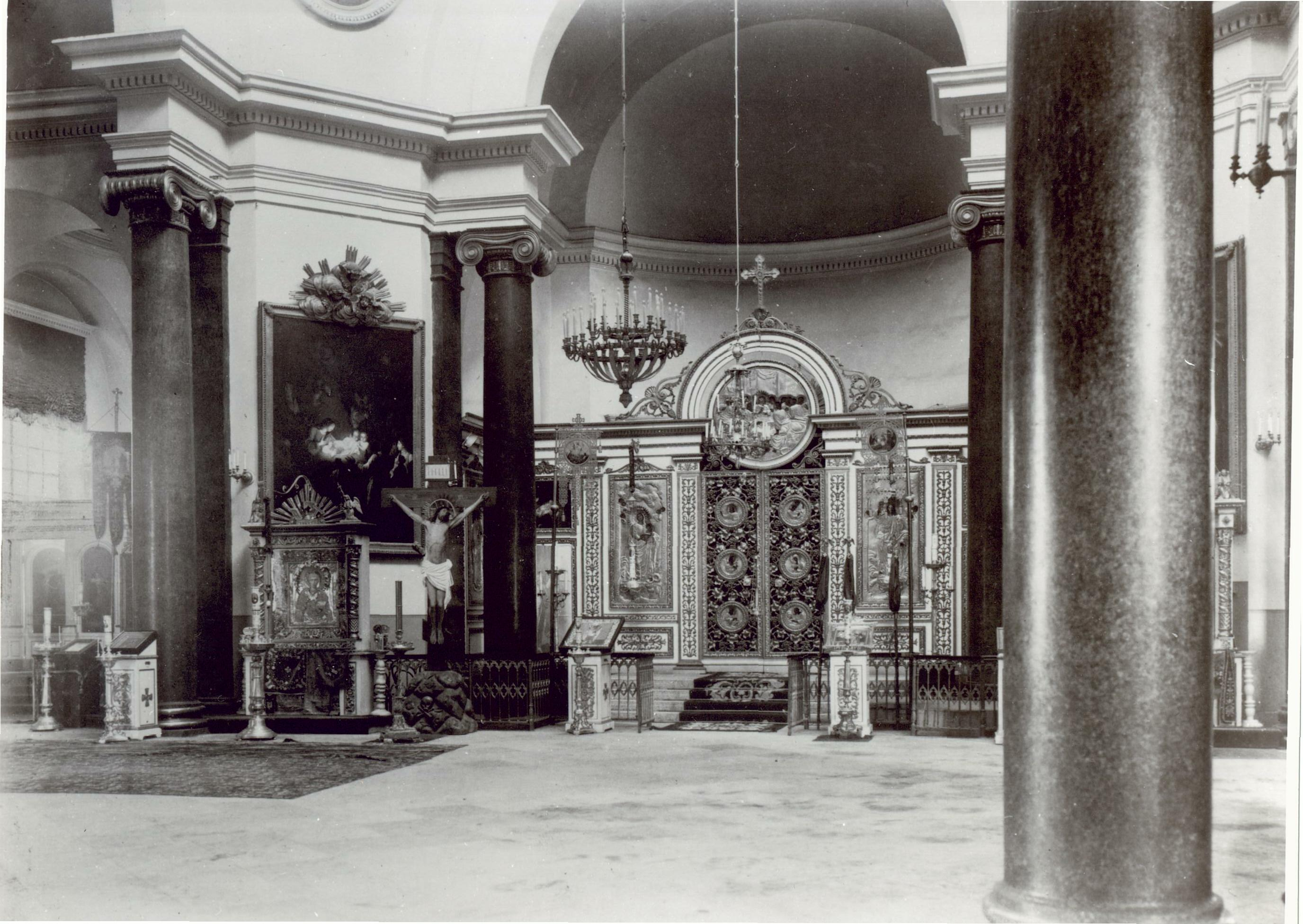
La catedral de Sofia en Tsarskoe Selo fue diseñada como una réplica a pequeña escala de Santa Sofía

Las siguientes grandes ciudades recibieron nombres de inspiración griega durante este período. Algunos eran nuevos asentamientos, otros fueron renombrados.
- Jersón (1778), por Quersoneso
- Yevpatoria (1784), por Eupator: Ευ·πατωρ "(de) noble padre", por de Mitríades VI del Ponto, cuyos dominios incluían Crimea.
- Mariúpol (1780), por María Feodorovna.
- Melitópol (1784, renombrada en 1842 por el puerto de Melita que existía en las inmediaciones).
- Níkopol (renombrado así en 1786 por Nike, diosa de la victoria).
- Ovídiopol (1793) por Ovidio.
- Sevastopol (1784) por Sebaste (Augusto).
- Simferópol (1784).
- Stávropol (1777) por stauros (cruz).
- Tiráspol (1792), nombrado por Tiras, el nombre antiguo del río Dniéster.
- Odessa (1795, por Odessos, que se creía que se encontraba en las inmediaciones).
- Hubo un intento de cambiar el nombre de Stary Krym por Levkopol (Leukopolis, "Ciudad Blanca"), pero el nombre no alcanzó popularidad.